# 合阳站
合阳站是一个侯西线上的铁路车站，位于陕西省渭南市合阳县王村镇南蔡村，建于1971年，目前为四等站，邮政编码为715309。该站在合阳北站启用后不再办理客运业务；不办理行李、包裹托运；货运：办理整车货物发到；不办理整车爆炸品及一级氧化剂发到。